# Sylvilagus cognatus
Sylvilagus cognatus és un conill del gènere Sylvilagus que viu a l'estat de Nou Mèxic (Estats Units). Antigament se'l classificava com a subespècie del conill de Florida (S. floridanus).